# Actisecos discoidea
Exechonella discoidea is een mosdiertjessoort uit de familie van de Actisecidae. De wetenschappelijke naam van de soort is, als Exechonella discoidea, voor het eerst geldig gepubliceerd in 1929 door Canu en Bassler.